# Thudiyalur
Thudiyalur es una ciudad y nagar Panchayat situada en el distrito de Coimbatore en el estado de Tamil Nadu (India). Su población es de 33924 habitantes (2011). Se encuentra a 7 km de Coimbatore.

## Demografía
Según el censo de 2011 la población de Thudiyalur era de 33924 habitantes, de los cuales 17109 eran hombres y 16815 eran mujeres. Thudiyalur tiene una tasa media de alfabetización del 91,38%, superior a la media estatal del 80,09%: la alfabetización masculina es del 94,71%, y la alfabetización femenina del 88,02%.